# Віллазальто
Віллазальто (італ. Villasalto, сард. Biddesartu) — муніципалітет в Італії, у регіоні Сардинія,  провінція Кальярі.
Віллазальто розташоване на відстані близько 380 км на південний захід від Рима, 40 км на північний схід від Кальярі.
Населення — 1077 осіб (2014).

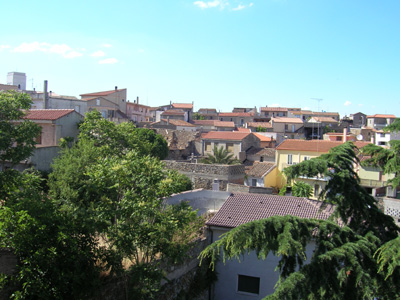

Щорічний фестиваль відбувається 29 вересня. Покровитель — святий Архангел Михаїл.

## Демографія
Населення за роками:

Станом на 1 січня 2023 року в муніципалітеті офіційно проживали 22 іноземці з 11 країн, серед них 15 громадян країн Євросоюзу та 2 громадяни України.

## Сусідні муніципалітети
- Армунджа
- Бурчеї
- Доліанова
- Сан-Ніколо-Джерреї
- Сан-Віто
- Сіннаї
- Віллапутцу